# Morze Martwe

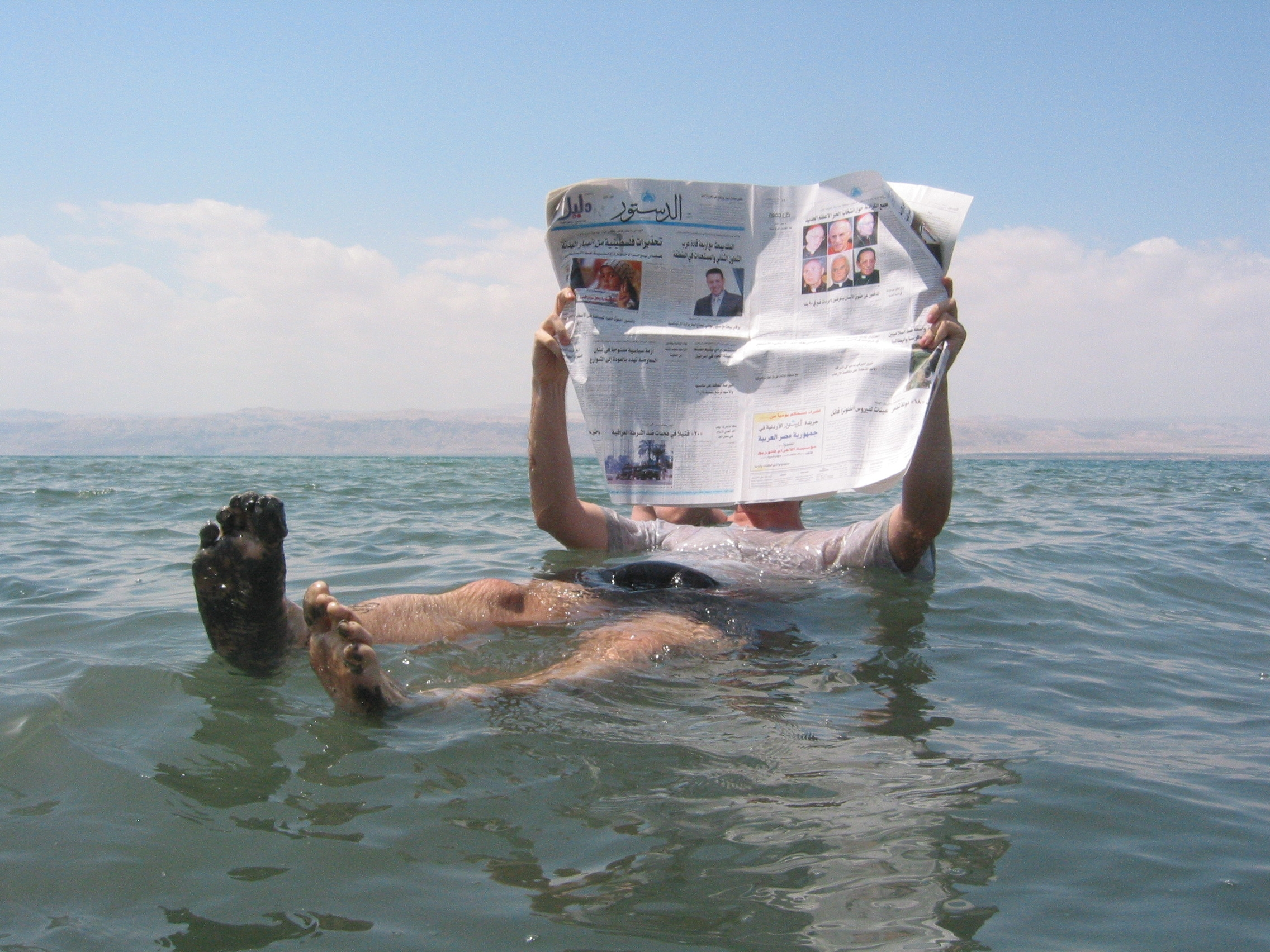
Turysta utrzymujący się na powierzchni dzięki niezwykle dużemu zasoleniu wody

Morze Martwe (hebr. יָם הַמֶּלַח, Jam haMelach, Morze Soli, arab. ألبَحْر ألمَيّت, Al-Bahr al-Majit) – słone jezioro bezodpływowe położone w tektonicznym Rowie Jordanu, na pograniczu Izraela, Palestyny i Jordanii.

## Położenie
Morze Martwe leży w północnej części tektonicznego Rowu Jordanu – ryftu ciągnącego się na południe do Afryki Wschodniej, na pograniczu Izraela, Palestyny i Jordanii. Znajduje się między wysokimi klifami i górami. Od strony zachodniej wznoszą się Góry Judzkie, a od wschodniej Płaskowyż Moabski.

## Historia i nazewnictwo
Około 17 tys. lat temu poziom wody Morza Martwego był tak wysoki, że łączyło się ono z leżącym na północ Jeziorem Tyberiadzkim.
W ciągu wieków przylegały do niego różne nazwy: Morze Cuchnące, Morze Diabelskie, czy też Jezioro Asfaltowe. W Biblii nazwano je Morzem Słonym oraz Morzem Araby. Według tradycji głęboko na dnie leżą ruiny Sodomy i Gomory. Dlatego jest ono także znane jako Morze Sodomy lub Morze Lota – opisanego w Biblii świadka tragicznych wydarzeń związanych z tymi miastami. W pobliżu Morza Martwego znajduje się starożytna twierdza Masada oraz miejsce odnalezienia zwojów z Kumran.
Niezwykłe stężenie soli sprawia, że na powierzchni z łatwością unoszą się ludzie nieumiejący pływać. Rzymski wódz Wespazjan, chcąc sprawdzić to zjawisko, kazał wrzucać do wody jeńców nie potrafiących pływać, ze związanymi w tyle rękoma.
Poziom wody w Morzu Martwym spada. Przez ostatnie 40 lat powierzchnia morza zmniejszyła się o 30%. W ostatnich latach proces ten nasilił się i obecnie spadek sięga blisko 1 metra rocznie. W 2013 roku Jordania i Izrael podpisały umowę, na mocy której ma powstać Kanał/rurociąg Dwóch Mórz o długości ok. 180 km transportujących wodę z Morza Czerwonego do Morza Martwego. Ma to opóźnić proces wysychania Morza Martwego.

## Geografia
Lustro wody znajduje się na najniżej położonym obszarze lądowym Ziemi, 439,59 m p.p.m. (stan na listopad 2024) i ciągle się obniża. Kryptodepresja sięga 817 m p.p.m.
Jezioro to wykazuje bardzo duże zasolenie – średnio 260‰. Na powierzchni zasolenie wynosi ok. 220‰, a na głębokości 50 m – 360‰.
Ponieważ jezioro jest tak nisko położone, woda z niego nie odpływa. W XX wieku ilość wody wpływającej do Morza Martwego zmniejszyła się z powodu wykorzystywania części wód Jordanu przez Izrael i Jordanię, a także zmian klimatycznych. Znaczne parowanie powoduje obniżanie się lustra wody i wytrącanie pokładów soli. W upalny dzień odparowuje siedem milionów ton – wyjaśnia to, dlaczego jezioro się nie rozszerza. Ale w przeciwieństwie do wody, która wyparowuje, sole i inne sole mineralne, a nawet pływające w wodzie minerały pozostają; dlatego jest ono tak słonym akwenem. Bardziej słone są jedynie jeziora Asal w Dżibuti (do 350‰), Patience w Kanadzie (do 428‰) i staw Don Juan na Antarktydzie (338–402‰).
W związku z tak dużym zasoleniem w Morzu Martwym prawie zupełnie nie ma życia organicznego, za to z wody pozyskuje się znaczne ilości soli kuchennej i potasowej (zasoby oceniane na 43 mld ton).
Wykorzystuje się również lecznicze działanie wód i osadów błotnych. W starożytności zachęcano do picia wody w przekonaniu, że ma właściwości lecznicze. Dzisiaj już się tego nie zaleca. Znane są natomiast inne właściwości tego rejonu. Ciśnienie atmosferyczne wynosi średnio 1063 hPa i jest najwyższe na świecie. Dodatkowo jest nasycone bromkami, mającymi działanie uspokajające. Poza tym bogate w minerały czarne błoto oraz gorące źródła siarkowe spotykane wzdłuż wybrzeża wykorzystuje się do leczenia chorób skóry i stawów. Przez lata ceniono też kosmetyczne i lecznicze właściwości balsamu pozyskiwanego z drzewa, które tu niegdyś rosło. Bardzo dobre rezultaty leczenia uzyskują tu przewlekle chorzy na astmę i alergie. Szczególnie dobre rezultaty osiąga się w zaleczeniu i łagodzeniu zmian łuszczycowych oraz w leczeniu szerokiego spektrum egzem skórnych. Leczenie dolegliwości skórnych oraz chorób układu oddechowego wspomaga ponadto panujący nad Morzem Martwym klimat: duże nasłonecznienie (prawie 330 słonecznych dni w roku), czyste, praktycznie pozbawione pyłków roślinnych i innych alergenów powietrze, oraz niskie położenie i gruba warstwa ozonowa, chroniące przed poparzeniami słonecznymi.
Ze względu na trudne warunki geologiczne w okolicy znajdują się jedynie nieliczne wybudowane uzdrowiska i kilka wydzielonych dostępnych publicznie plaż. Większość linii brzegowej jest niedostępna, a chodzenie na tzw. dzikie plaże jest ryzykowne i niebezpieczne w związku z występującymi licznymi uskokami, przysłoniętymi na powierzchni cienką warstwą piasku (znane są liczne wypadki zaginięć osób spacerujących w miejscach niedozwolonych).

## Fauna i flora

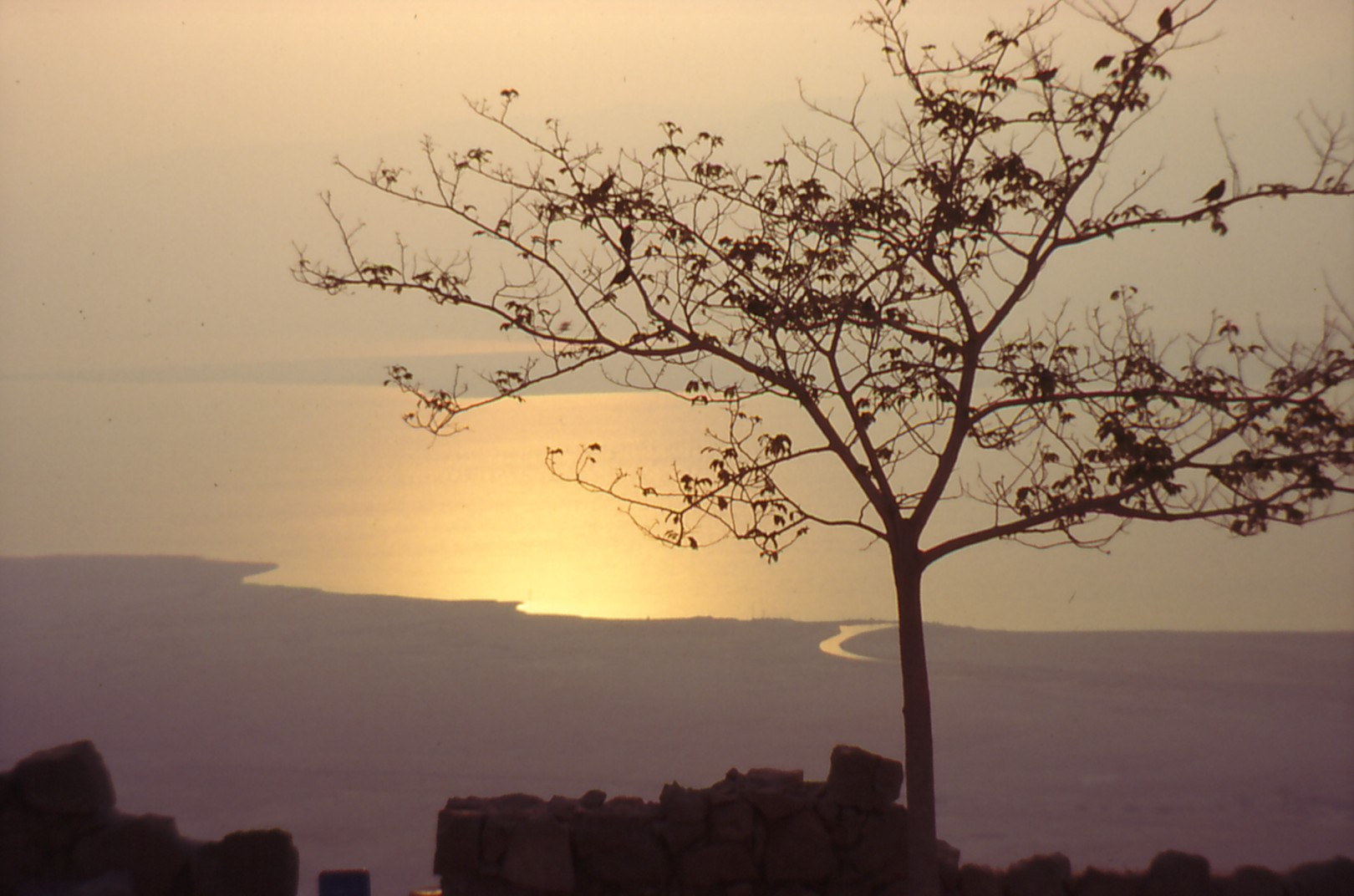
Morze martwe o poranku, widziane z Masady

Średniowieczni podróżnicy przynosili wiele wieści o wyjałowionym morzu, całkowicie pozbawionym ptaków, ryb i roślinności. Sądzono, że unoszące się nad nim opary są zabójcze. W ten sposób rozeszła się pogłoska o martwym, cuchnącym morzu. Z powodu wysokiego zasolenia żyją tam tylko niektóre formy bakterii, każda zaś ryba, która dostanie się tam z prądem rzeki, szybko ginie.
W samym morzu nie ma sprzyjających warunków do życia, ale inaczej jest na terenach przyległych. Chociaż spora ich część jest pustynna można znaleźć oazy z wodospadami i roślinami tropikalnymi. W regionie tym jest też sporo dzikich zwierząt. Występują tam 24 gatunki ssaków, między innymi wilk, kot pustynny i koziorożec nubijski. Źródła słodkiej wody pozwalają żyć wielu płazom, gadom i rybom. Morze Martwe leży na głównym szlaku migracji ptaków, naliczono ich przeszło 90 gatunków. Należą do nich m.in. bocian czarny i biały, sęp płowy oraz ścierwnik.

## Asfalt
Jednym z najbardziej intrygujących zjawisk Morza Martwego jest wydobywanie się z niego bituminu (asfaltu), którego grudy pojawiają się na powierzchni wody. W roku 1905 w czasopiśmie The Biblical World wspomniano o ogromnej bryle ważącej ok. 2700 kilogramów, którą znaleziono na brzegu w roku 1834. Niektórzy sądzili, że asfalt odrywa się od dna morza i wypływa na powierzchnię wskutek trzęsień ziemi. Bardziej prawdopodobne jest to, że asfalt wydostaje się z głębi ziemi poprzez szczeliny lub struktury zwane diapirami. Gdy dotrze do dna morza i uwolni się od soli, wypływa na powierzchnię.

## Transport
Przy południowej części Morza Martwego znajduje się izraelskie lotnisko Bar Jehuda, które obsługuje czarterowe loty turystyczne oraz samoloty prywatne.

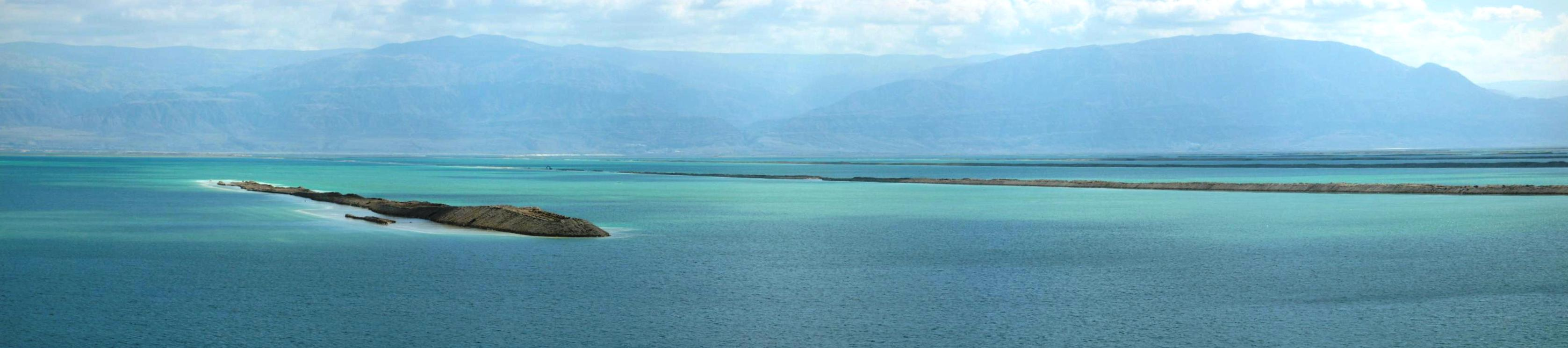